# Monochamus laevis
Monochamus laevis là một loài bọ cánh cứng trong họ Cerambycidae.